# Ao Vivo no Rock in Rio
Ao Vivo no Rock in Rio é o segundo álbum ao vivo e o terceiro DVD dos Detonautas Roque Clube, lançado em 13 de julho de 2011 pela MZA Music, em comemoração ao Dia Mundial do Rock. 
Foi gravado durante sua apresentação no Rock in Rio IV, no dia 2 de outubro de 2011, sendo o primeiro show da última noite do evento. Duas músicas inéditas foram apresentadas no show, "Combate" e "Um Cara de Sorte". Ao longo de pouco mais de 50 minutos de show, os Detonautas também relembraram algumas das músicas de maior sucesso da banda, como "Olhos Certos", "O Dia Que Não Terminou" e "Quando o Sol Se For". A banda ainda incluiu na apresentação um enfadonho discurso político. O vocalista criticou a corrupção, a impunidade e os políticos. 
A apresentação ainda teve cover de “Metamorfose Ambulante” (Raul Seixas) e O DJ ainda soltou ao fim da apresentação um trecho de Smells Like Teen Spirit, do Nirvana.

## Faixas
| N.º            | Título                   | Letras                                     | Duração |  |
| 1.             | "Mercador das Almas"     | Tico Santa Cruz                            | 4:15    |  |
| 2.             | "Combate"                | Tico Santa Cruz                            | 3:51    |  |
| 3.             | "O Amanhã"               | Tico Santa Cruz/Rodrigo Netto/Renato Rocha | 3:01    |  |
| 4.             | "Você Me Faz Tão Bem"    | Tico Santa Cruz                            | 3:21    |  |
| 5.             | "O Dia Que Não Terminou" | Tico Santa Cruz                            | 4:58    |  |
| 6.             | "Send U Back"            | Tico Santa Cruz                            | 5:30    |  |
| 7.             | "Olhos Certos"           | Tico Santa Cruz                            | 5:06    |  |
| 8.             | "Um Cara de Sorte"       | Tico Santa Cruz                            | 4:04    |  |
| 9.             | "Quando o Sol Se For"    | Tico Santa Cruz                            | 4:25    |  |
| 10.            | "Só Por Hoje"            | Tico Santa Cruz                            | 2:37    |  |
| 11.            | "Metamorfose Ambulante"  | Raul Seixas                                | 3:47    |  |
| 12.            | "Outro Lugar"            | Rodrigo Netto/Tico Santa Cruz              | 4:14    |  |
| Duração total: | Duração total:           | Duração total:                             | 50:56   |  |

### Extras do DVD
- DRC/RIR (documentário)
- Maués - AM
- Galeria de Fotos
- Clipe "Vamos Viver" (easter egg)

## Formação
- Tico Santa Cruz: vocal, guitarra
- Tchello: baixo
- Renato Rocha: guitarra, vocal de apoio
- Fábio Brasil: bateria
- DJ Cléston: DJ, percussão
- Phil: guitarra, vocal de apoio